# First Harvest 1984-92
First Harvest 1984-92 és un àlbum recopilatori que recorre la discografia del grup new wave alemany Alphaville, des del seu primer àlbum Forever young fins al 1992. Hi ha temes que van ser retocats, com és el cas de A Victory Of Love o Sound Like A Melody.

## Llista de temes
1. Big In Japan
2. Sound Like A Melody
3. Sensations
4. The Mysteries of Love
5. Lassie Come Home
6. Jerusalem
7. Dance With Me
8. For A Million
9. A Victory Of Love
10. The Jet Set
11. Red Rose
12. Romeos
13. Summer Rain
14. Forever Young
15. Big In Japan [Remix]